# Alice de Savoie
Alice de Savoie (ou Alix), née probablement en 1209, et décédée en 1277, est une religieuse issue de la Maison de Savoie, abbesse de l'Abbaye de Saint-Pierre-les-Nonnains de Lyon (1255-1277).

## Biographie

### Origines
Alice est donnée pour être la fille du comte Thomas Ier et de Marguerite de Genève, par Samuel Guichenon (1660),. Guichenon donne pour source « Titre de l'abbaye de Saint-Pierre de Lyon », sans autres précisions. Son nom est toutefois absent des travaux des principaux auteurs de la période (L. Cox, 1974 ; Duparc, 1978 ; Demotz, 2000). Il n'existe pas à ce jour de source permettant de justifier cette filiation.
Elle est par ailleurs absente du testament du 11 octobre 1264, de Boniface de Savoie, supposé être son frère.
Selon ces informations, elle pourrait être considérée comme une fille illégitime du comte.

### Vie religieuse
Alice prend l'habit monastique à une date inconnue, et devient à 41 ans abbesse de l'abbaye de Saint-Pierre-les-Nonnains de Lyon. Cette nomination comme abbesse serait à mettre sur le compte de son frère Philippe, archevêque de Lyon à cette période ; celui-ci n'a pas été ordonné prêtre, mais il est très loyal envers sa famille et cherche à la favoriser dès que cela lui est possible.

### Mort et sépulture
Alice de Savoie meurt en 1277 et est enterrée, en tant que membre de la maison de Savoie, dans l'abbaye d'Hautecombe. C'est sa sœur cadette Agathe qui prend sa suite en tant qu'abbesse,.